# Вікторія-Біч
Вікторія-Біч (англ. Victoria Beach) — сільський муніципалітет в Канаді, у провінції Манітоба, у складі сільського муніципалітету Александер.

## Населення
За даними перепису 2016 року, сільський муніципалітет нараховував 398 осіб, показавши зростання на 6,4%, порівняно з 2011-м роком. Середня густина населення становила 19,6 осіб/км².
З офіційних мов обидвома одночасно володіли 50 жителів, тільки англійською — 350. Усього 40 осіб вважали рідною мовою не одну з офіційних.
Працездатне населення становило 43,4% усього населення, рівень безробіття — 18,2% (21,7% серед чоловіків та 0% серед жінок). 78,8% осіб були найманими працівниками, а 21,2% — самозайнятими.
Середній дохід на особу становив $66 921 (медіана $35 456), при цьому для чоловіків — $78 280, а для жінок $53 160 (медіани — $41 088 та $29 888 відповідно).
18,4% мешканців мали закінчену шкільну освіту, не мали закінченої шкільної освіти — 19,7%, 61,8% мали післяшкільну освіту, з яких 36,2% мали диплом бакалавра, або вищий, 10 осіб мали вчений ступінь.
| Статево-вікова структура населення | Статево-вікова структура населення | Статево-вікова структура населення | Статево-вікова структура населення | Статево-вікова структура населення |
| ---------------------------------- | ---------------------------------- | ---------------------------------- | ---------------------------------- | ---------------------------------- |
|                                    |                                    |                                    |                                    |                                    |
| Всього                             | Всього                             | 51,9%48,1%                         |                                    |                                    |
| 0 — 14 років                       | 0 — 14 років                       |                                    | 3,7%                               | 3,7%                               |
| 15 — 64 років                      | 15 — 64 років                      |                                    | 42%                                | 42%                                |
| 65 і більше                        | 65 і більше                        |                                    | 54,3%                              | 54,3%                              |
| 85 і більше                        | 85 і більше                        |                                    | 1,2%                               | 1,2%                               |
| Середній вік (років)               | Середній вік (років)               | 59,664,0                           | 61,7                               | 61,7                               |
| Медіана (років)                    | Медіана (років)                    | 64,866,8                           | 66,2                               | 66,2                               |
| — чоловіки — жінки                 |                                    |                                    |                                    |                                    |

| Походження мешканців:     | Походження мешканців:     | Походження мешканців: | Походження мешканців: | Походження мешканців: |
| ------------------------- | ------------------------- | --------------------- | --------------------- | --------------------- |
| Походження                |                           |                       | осіб                  | %                     |
| Корінні американці        | Корінні американці        |                       | 55                    | 14.47%                |
| Інше північноамериканське | Інше північноамериканське |                       | 80                    | 21.05%                |
| Європейське               | Європейське               |                       | 345                   | 90.79%                |
| британське                | британське                |                       | 220                   | 57.89%                |
| французьке                | французьке                |                       | 60                    | 15.79%                |
| українське                | українське                |                       | 35                    | 9.21%                 |
| Африканське               | Африканське               |                       | 10                    | 2.63%                 |
| Азійське                  | Азійське                  |                       | 15                    | 3.95%                 |

| Зайнятість населення за галузями (за класифікацією NOC): | Зайнятість населення за галузями (за класифікацією NOC): | Зайнятість населення за галузями (за класифікацією NOC): | Зайнятість населення за галузями (за класифікацією NOC): | Зайнятість населення за галузями (за класифікацією NOC): |
| -------------------------------------------------------- | -------------------------------------------------------- | -------------------------------------------------------- | -------------------------------------------------------- | -------------------------------------------------------- |
|                                                          |                                                          |                                                          |                                                          |                                                          |
| Управління                                               | Управління                                               |                                                          | 12,1%                                                    | 12,1%                                                    |
| Бізнес, фінанси та адміністрування                       | Бізнес, фінанси та адміністрування                       |                                                          | 9,1%                                                     | 9,1%                                                     |
| Освіта, правозахист, муніципальні та урядові служби      | Освіта, правозахист, муніципальні та урядові служби      |                                                          | 15,2%                                                    | 15,2%                                                    |
| Мистецтво, культура, відпочинок та спорт                 | Мистецтво, культура, відпочинок та спорт                 |                                                          | 6,1%                                                     | 6,1%                                                     |
| Роздрібна торгівля та послуги                            | Роздрібна торгівля та послуги                            |                                                          | 21,2%                                                    | 21,2%                                                    |
| Гуртова торгівля, транспорт та обладнання                | Гуртова торгівля, транспорт та обладнання                |                                                          | 21,2%                                                    | 21,2%                                                    |
| Природні ресурси, сільське господарство                  | Природні ресурси, сільське господарство                  |                                                          | 15,2%                                                    | 15,2%                                                    |

## Клімат
Середня річна температура становить 1,8°C, середня максимальна – 22,4°C, а середня мінімальна – -23,1°C. Середня річна кількість опадів – 511 мм.
| Клімат поселення                              | Клімат поселення | Клімат поселення | Клімат поселення | Клімат поселення | Клімат поселення | Клімат поселення | Клімат поселення | Клімат поселення | Клімат поселення | Клімат поселення | Клімат поселення | Клімат поселення | Клімат поселення |
| Показник                                      | Січ.             | Лют.             | Бер.             | Квіт.            | Трав.            | Черв.            | Лип.             | Серп.            | Вер.             | Жовт.            | Лист.            | Груд.            |                  |
| Середній максимум, °C                         | −13,28           | −9,8             | −3,23            | 6,09             | 13,92            | 20,69            | 22,35            | 21,35            | 15,92            | 9,24             | −0,9             | −10,78           |                  |
| Середня температура, °C                       | −18,2            | −14,72           | −8,17            | 1,16             | 8,99             | 15,74            | 18,88            | 17,88            | 12,45            | 5,78             | −4,38            | −14,26           |                  |
| Середній мінімум, °C                          | −23,14           | −19,67           | −13,1            | −3,77            | 4,06             | 10,81            | 15,40            | 14,40            | 8,97             | 2,30             | −7,85            | −17,73           |                  |
| Норма опадів, мм                              | 20               | 14               | 23               | 24               | 53               | 85               | 74               | 69               | 57               | 43               | 28               | 21               |                  |
| Середньомісячна швидкість вітру, м/с          | 3.60             | 3.56             | 3.72             | 3.90             | 4.00             | 3.70             | 3.42             | 3.61             | 4.00             | 4.23             | 4.10             | 3.70             |                  |
| Середньомісячна сонячна радіація, кДж/м²·день | 4255             | 7591             | 12643            | 17333            | 20220            | 21185            | 21397            | 18147            | 12223            | 7153             | 4044             | 3108             |                  |
| --------------------------------------------- | ---------------- | ---------------- | ---------------- | ---------------- | ---------------- | ---------------- | ---------------- | ---------------- | ---------------- | ---------------- | ---------------- | ---------------- | ---------------- |
| Джерело:                                      |                  |                  |                  |                  |                  |                  |                  |                  |                  |                  |                  |                  |                  |